# Нестерчик, Дарья Анатольевна
Дарья Анатольевна Нестерчик (бел. Дар’я Несьцерчык; в браке Большакова; 20 декабря 1991, Копыль, Минская область) — белорусская биатлонистка, неоднократный призёр чемпионатов мира и Европы среди юниоров в эстафетных гонках.

## Биография
Родилась 20 декабря 1991 года в Копыли Минской области. В 2009 году окончила среднюю школу № 2 Копыля им. Тишки Гартного.
В 2019 году работала начальником учебно-спортивного отдела в Республиканском центре олимпийской подготовки по зимним видам спорта «Раубичи».

## Карьера

### Юниорская карьера
На международных соревнованиях Дарья Нестерчик дебютировала в 2008 году на Чемпионате мира среди юниоров в немецком Рупольдинге, где в первой индивидуальной гонке заняла 21-е Архивная копия от 6 января 2016 на Wayback Machine место, в спринте была 29-й Архивная копия от 6 января 2016 на Wayback Machine и в пасьюте — 40-й Архивная копия от 6 января 2016 на Wayback Machine.
Первую свою медаль Дарья вместе с Ириной Кривко и Нелей Никалаевой завоевала заняв второе Архивировано 14 марта 2013 года. место в эстафете на Чемпионате мира среди юниоров в канадском Кенморе в 2009 году.
На следующем Чемпионате мира среди юниоров в 2010 году, проходившем в шведском Турсбю Дарья в индивидуальной гонке была 13-я Архивировано 14 марта 2013 года., в спринте пятой Архивировано 14 марта 2013 года., вслед за Ириной Кривко, в пасьюте — 20-й Архивировано 14 марта 2013 года. и в эстафете вместе с Ириной Кривко и Дианой Москаленко завоевала бронзовую Архивировано 14 марта 2013 года. медаль.
Вскоре после этого Дарья дебютирует на Открытом чемпионате Европы по биатлону в спортивном центре Техванди Отепя, Эстония, выступает в категории до 21 года и занимает 11-е Архивировано 14 марта 2013 года. место в индивидуальной гонке, 19-е Архивировано 14 марта 2013 года. в спринте и 12-е Архивировано 14 марта 2013 года. в пасьюте, в эстафете вместе с Ириной Бабецкой, Кариной Савосик и Дарьей Юркевич была восьмая Архивная копия от 5 октября 2013 на Wayback Machine.
На четвёртом в своей карьере Чемпионате мира среди юниоров в чешском Нове Место-на-Мораве в 2011 году Дарья была 13 Архивировано 14 марта 2013 года. в спринте, 16 Архивировано 14 марта 2013 года. в пасьюте и 26 Архивировано 14 марта 2013 года. в индивидуальной гонке, в эстафете вместе с Ириной Кривко и Динарой Алимбековой была 11-я Архивировано 14 марта 2013 года..
Вскоре после этого на Открытом чемпионате Европы по биатлону в итальянском местечке Массерия (коммуна Рачинес), расположенном в долине Валь-Риданна Дарья принимала участие в соревнованиях юниоров и была 8-я Архивировано 14 марта 2013 года. в индивидуальной гонке, 13-я Архивировано 14 марта 2013 года. в спринте и 12-я Архивировано 14 марта 2013 года. в пасьюте. Первую свою медаль Архивировано 14 марта 2013 года. на Открытом чемпионате Европы по биатлону Дарья завоевала в смешанной эстафете вместе с Ириной Кривко, Алексеем Абромчик и Александром Дорожко.
В 2012 году также принимала участие в Чемпионате мира среди юниоров и Открытом чемпионате Европы по биатлону в категории до 21 года.

### Взрослая карьера
Сезон 2010/2011 Дарья начинает с выступлений на этапах Кубка IBU и во второй гонке зарабатывает свои первые очки, заняв 37-е Архивная копия от 4 декабря 2010 на Wayback Machine место в спринте. Однако на этапах Кубка IBU Дарье не удалось показать высоких результатов, самым лучшим её достижением стало 25-е Архивная копия от 15 января 2011 на Wayback Machine место в индивидуальной гонке на этапе в чешском Нове Место-на-Мораве.
В сезоне 2011/2012 Дарья выступала на этапах Кубка IBU, на одном из этапов заняла 7 место в индивидуальной гонке, что стало лучшим результатом в карьере. На чемпионате Европы 2012 года участвовала в женской эстафете среди взрослых, сборная Белоруссии финишировала пятой из семи участников.
В сезоне 2012/13 приняла участие в одной гонке Кубка IBU. Весной 2013 года участвовала в соревнованиях «Праздник Севера» в Мурманске, где заняла третье место в спринте. По окончании сезона 2012/13 фактически завершила спортивную карьеру.

## Юниорские и молодёжные достижения
| Год  | Место проведения | Возраст | Инд | Спр | Пр | Эст | См |
| ---- | ---------------- | ------- | --- | --- | -- | --- | -- |
| 2008 | ЧМ Рупольдинг    | U19     | 21  | 29  | 40 | 7   | —  |
| 2009 | ЧМ Кенмор        | U19     | 20  | 19  | 19 | 2   | —  |
| 2010 | ЧМ Турсбю        | U19     | 13  | 5   | 20 | 3   | —  |
| 2010 | ЧЕ Отепя         | U19     | 11  | 19  | 12 | 8   | —  |
| 2011 | ЧМ Нове Место    | U21     | 26  | 13  | 16 | 11  | —  |
| 2011 | ЧЕ Валь-Риданна  | U21     | 8   | 13  | 12 | —   | 3  |
| 2012 | ЧМ Контиолахти   | U21     | 27  | 21  | 6  | 9   | —  |
| 2012 | ЧЕ Осрблье       | U21     | 23  | 30  | 23 | 5   | —  |

## Статистика выступлений в Кубке IBU
| 2010/2011 | Бейтостолен | Бейтостолен | Мартелло | Мартелло | Обертиллиах | Обертиллиах | Нове-Место | Нове-Место | Альтенберг | Альтенберг | Осрблье | Осрблье | Банско | Банско | Анси/Ле Гран-Борнан | Анси/Ле Гран-Борнан | Анси/Ле Гран-Борнан | Итоги | Итоги |
| 2010/2011 | Спр         | Спр         | Инд      | Спр      | Спр         | Пр          | Инд        | Спр        | Спр        | Пр         | Инд     | Спр     | Спр    | Спр    | Инд                 | Спр                 | Пр                  | Очков | Место |
| 2010/2011 | 60          | 37          | 47       | 36       | 36          | 41          | 25         | 42         | 36         | 36         | —       | —       | —      | —      | 33                  | 32                  | 33                  | 65    | 66    |

| 2011/2012 | Эстерсунд | Эстерсунд | Валь-Риданна | Валь-Риданна | Обертиллиах | Обертиллиах | Обертиллиах | Форни-Авольтри | Форни-Авольтри | От-Морьенн | От-Морьенн | От-Морьенн | Кенмор | Кенмор | Кенмор | Кенмор | Альтенберг | Альтенберг | Альтенберг | Итоги | Итоги |
| 2011/2012 | Спр       | Спр       | Инд          | Спр          | СМ          | Спр         | Пр          | Инд            | Спр            | Эст        | Спр        | Пр         | Спр    | Спр    | Инд    | Спр    | Инд        | Спр        | Пр         | Очков | Место |
| 2011/2012 | —         | —         | 40           | 34           | 10          | 37          | 19          | 45             | 41             | LPD        | 44         | 37         | —      | —      | —      | —      | 7          | 44         | DNS        | 74    | 59    |

## Примечание
Инд — индивидуальная гонка

Пр — гонка преследования

Спр — спринт

МС — масс-старт

Эст — эстафета

См — смешанная эстафета

DNS — спортсмен был заявлен, но не стартовал

DNF — спортсмен стартовал, но не финишировал

LAP — спортсмен по ходу гонки (для гонок преследования и масс-стартов) отстал от лидера более чем на круг и был снят с трассы

DSQ — спортсмен дисквалифицирован

— − спортсмен не участвовал в этой гонке